# Костянтин Даніл
Костянтин Даніл (серб. кир.: Константин Данил,1798-1873) — сербський живописець XIX століття. Він найбільш відомий своїми портретами та релігійним живописом. Даніл вважається найважливішим сербським художником бідермейєра .

## Біографія
Костянтин Даніл народився в сербській родині як Данило Петрович в Лугожі, або в Ечці . У тринадцять років він залишив Лугож. Костянтин Даніл навчався кілька років і створив, серед інших робіт, фігуру святого Сави, яка привернула велику увагу. Тоді художники вже почали називати Костянтина, який постійно робив замальовки всіляких предметів в мистецтві та в природі, по імені свого батька Данілом.
У віці сімнадцяти років він пішов в ательє одного з трьох віденських академіків, який тоді працював у Темінварі. Даніл також брав уроки у мандрівних портретистів, а потім вступив студентом до Академії мистецтв у Відні та Мюнхені. На нього вплинули роботи класицистичних німецьких живописців Асмуса Якова Карстенса, Йоахіма Крістіана Рейнхарта, Пітера Фенді, Йозефа Антона Коха, Готліба Шика та Бонавентури Дженеллі.  Він також витратив час на подорожі та малювання по Банату та Ерделю (Трансільванія). Даніл випробував свою майстерність у будь-якому жанрі, включаючи портрети, пейзаж, живопис квітів, сцени сучасного життя та сюжети фігури. З Мюнхена Даніл повернувся до Великого Бецкерека (сучасний Зренянін), де відновив стиль Теодоровича, а незабаром Великий Бецкерек став його постійним місцем проживання.
Він одружився з німецькою дворянкою Софією Делі в 1827 р.
Провівши багато часу на військовому кордоні та перебуваючи з австрійськими військами в реальній війні, він створив серію проектів, що ілюструють історію Старого Завіту.
З 1834 по 1873 р Данило кинувся в бидермейер і сакральну живопис на основі Віденської школи назарейци, і став одним з його лідерів. Він працював у власному ательє на вулиці царя Душана, 37 у Великому Бецкереку, де сербські художники піддавались навчанню, зокрема поет-художник Джура Якшич та художник Лазар Ніколіч, який написав біографію свого вчителя.
Даніл був сербським православним християнином. У 1872 році померла його дружина Софія Делі, а через рік (1873) Даніл помер у Великому Бецкереку 13 травня.

## Твори

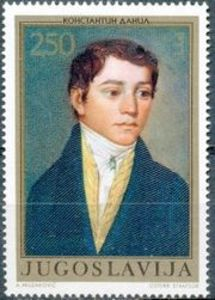
Югославська марка, на якій зображений Павло Ягодич із написом «Костянтин Даніл» (1802—1873) із серії «Югославські портрети»

Його головні фотографії — Мадонна, Чоловічий портрет, Натюрморт, Станчі Делі (його тесть), Архангел Габріель, пані Вайглінг, пані Тетесі та, найвідоміший з усіх, генерал Стеван Кнічанін та Портрет Марії (1872). Портрети його дружини Софії Делі (1840), Петра Ягодича та Дами з хрестом є одними з найкращих його досягнень у цьому класі.
Портрет капітана Клюновича та його дружини вразив сербського православного священика на ім'я Арсенович, який обрав Данила для прикраси стін, купола та іконостасу нової сербської православної церкви в Панчеві фігурами святих. По завершенні доручення (іконостасу) в 1833 році Даніл отримав гонорар у 4000 флоринів срібла.

### Публічні колекції
Його роботи можна знайти в публічних колекціях:
- Національний музей Сербії
- Галерея Matica Srpska
- Художній музей Тімішоари
- Національний музей Панчева[14]
- Національний музей Зреняніна

## Спадщина
Даніла пам'ятають як майстра техніки, і його портрети виявляють надзвичайне вивчення характерів його підданих. Тим не менше, деякий час після його смерті громадськість його ім'я було майже забута.
На основі його ранніх мистецьких робіт у Теміварі на Костянтина Даніла претендують також ще три країни — Румунія, Австрія та Угорщина .
Він увійшов до 100 найвидатніших сербів .

## Галерея

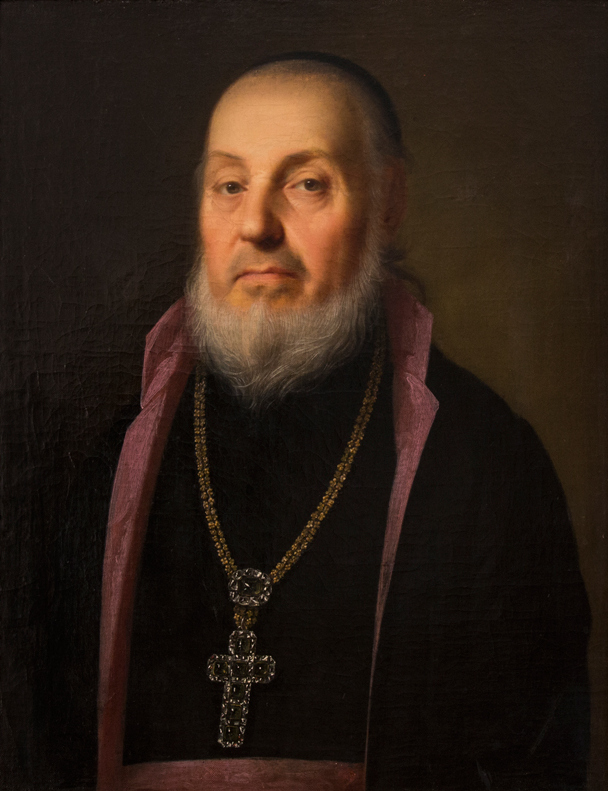
Портрет Павла Конглеца, 1832-1834
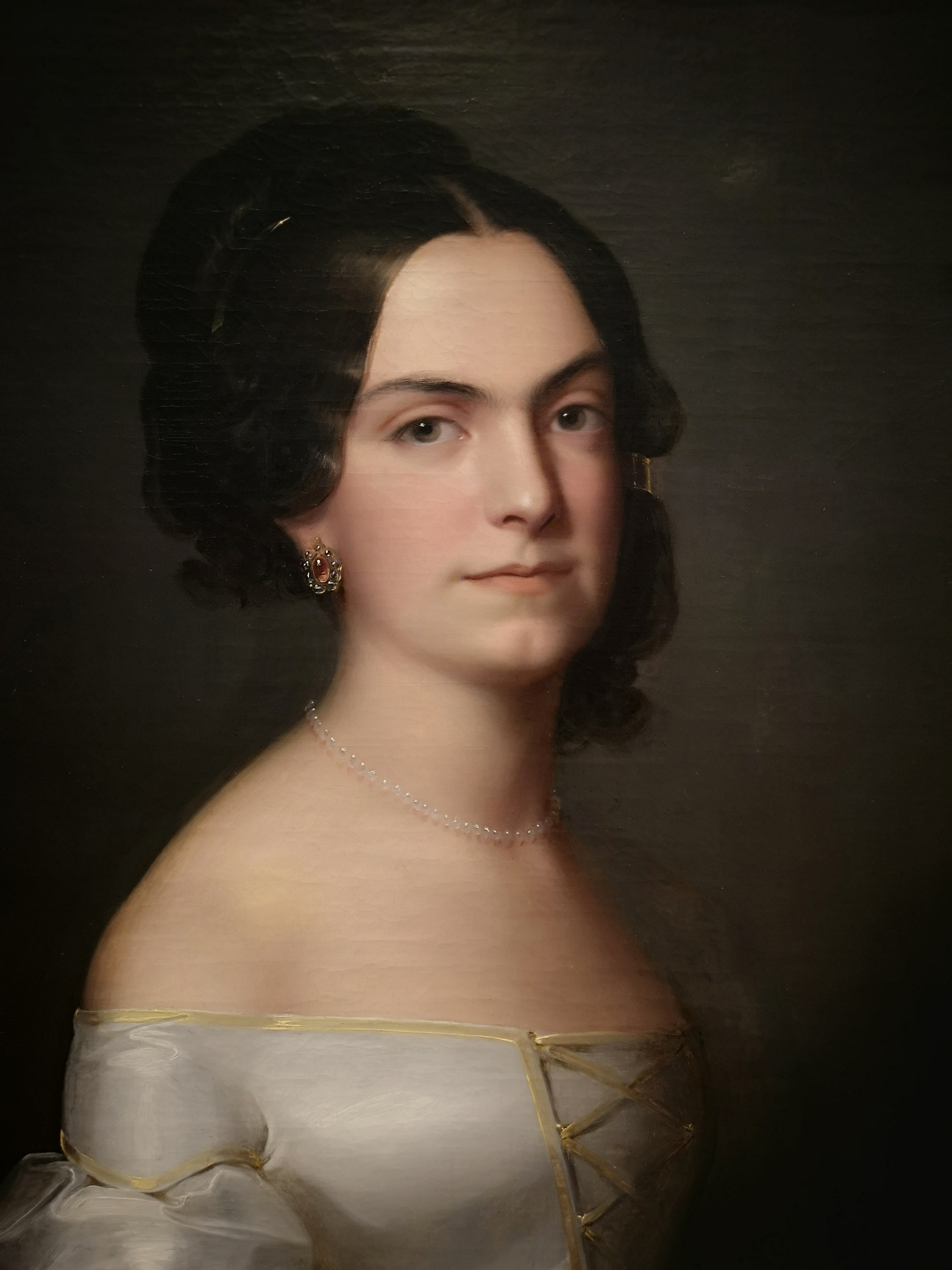
Портрет мадам Тетессі, 1835-1840
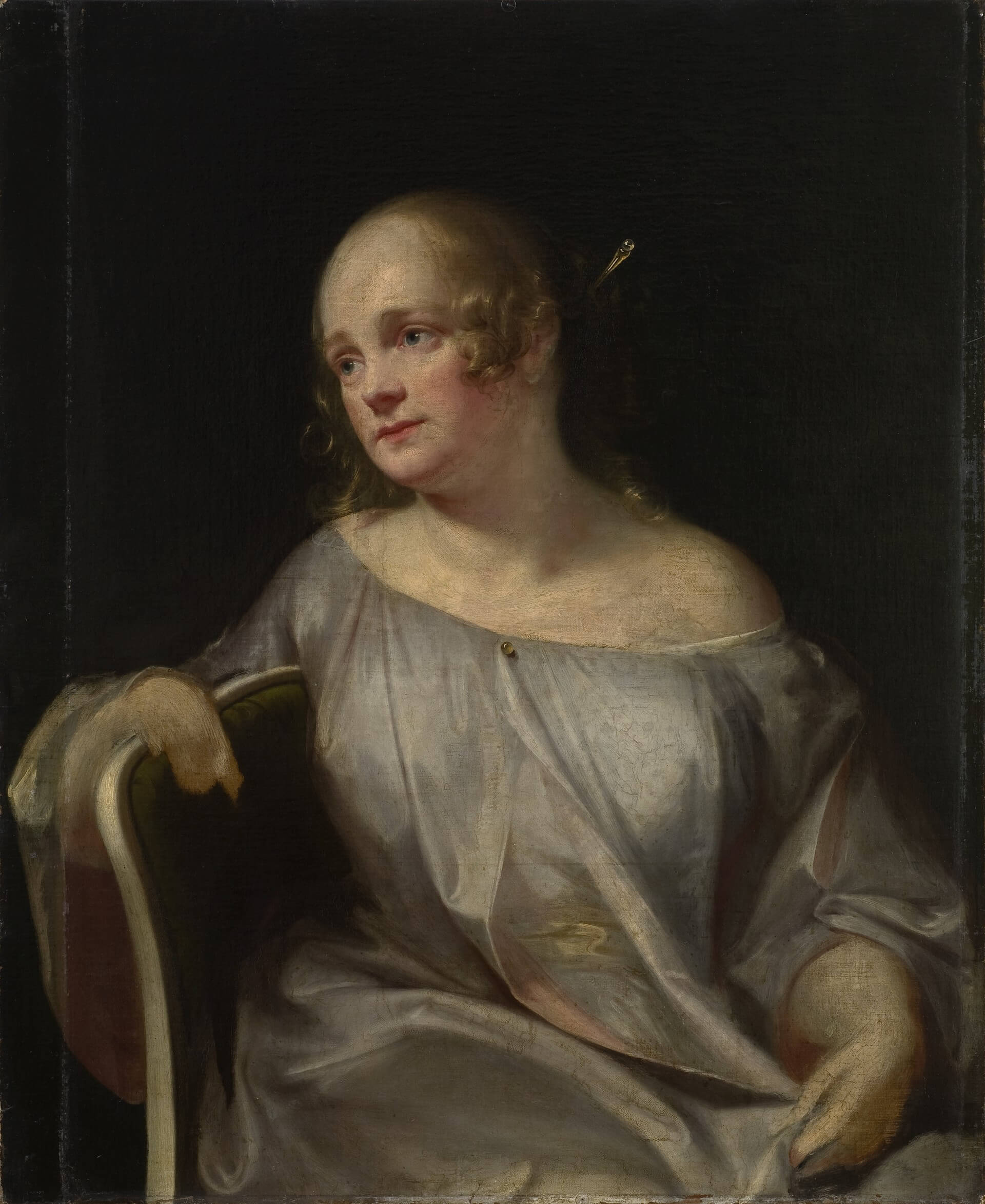
Портрет дружини Софії Делі
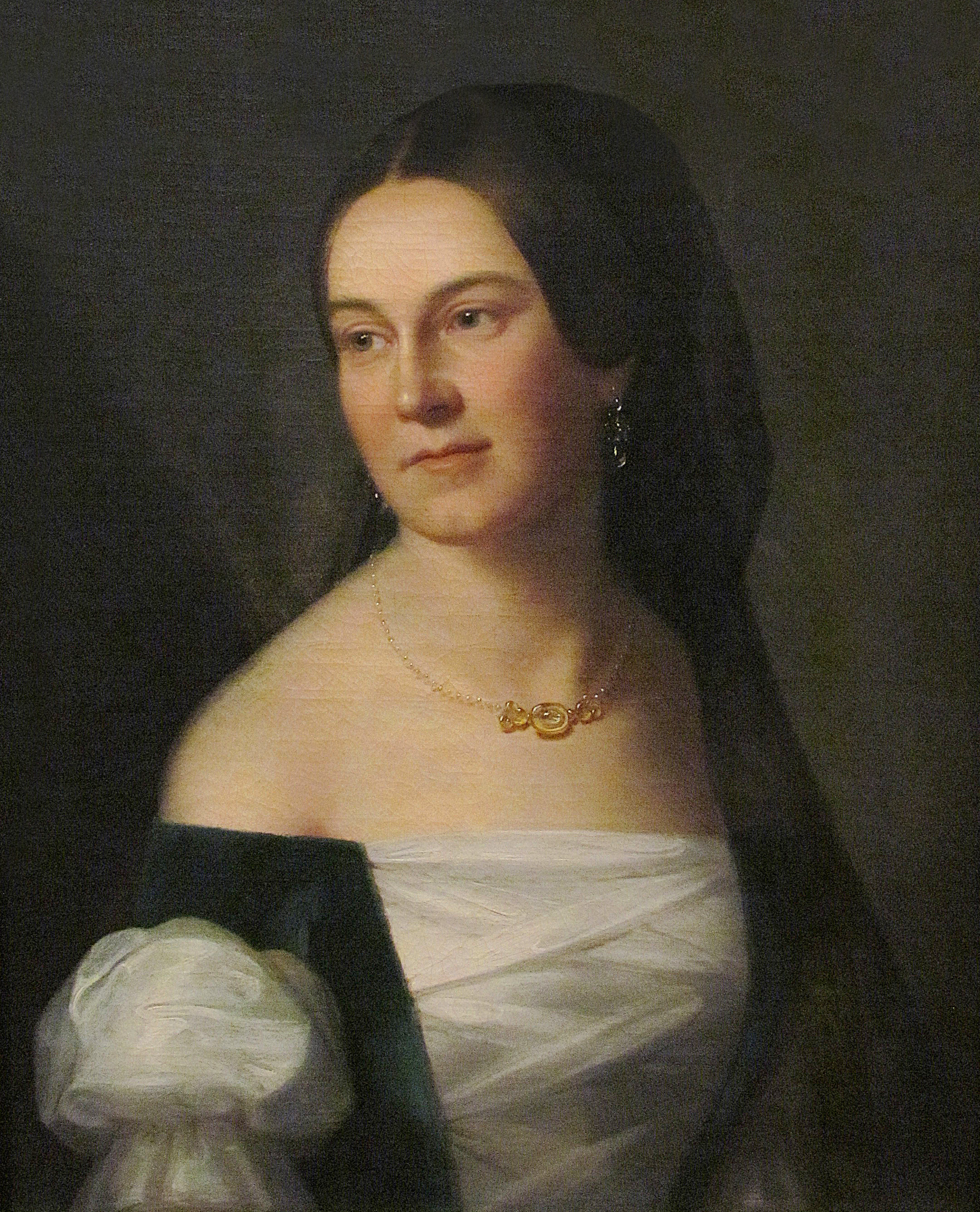
Портрет пані Вейлінг
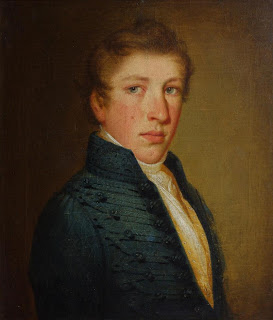
Даніл Ягодич, 1873 рік
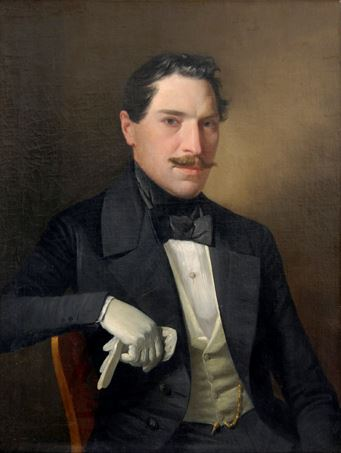
Людина в білих рукавичках, 1873 рік